# Stary Ratusz w Biskupcu
Stary Ratusz w Biskupcu – dawny ratusz miejski w Biskupcu (powiat olsztyński).
Obiekt usytuowany jest w północno-zachodniej części centrum miasta (ul. Pionierów), w obrębie XIV-wiecznej zabudowy. Został zbudowany w 1895. Obecny wygląd uzyskał po przebudowie w latach 1927-1928. Przed wzniesieniem budynku posiedzenia rady miejskiej odbywały się w mieszkaniu danego burmistrza.
Na elewacji umieszczony jest herb miasta, będący częstym motywem zamieszczanym na widokówkach i obrazach.
W obiekcie mieści się obecnie siedziba banku spółdzielczego.